# Jonathan Speelman
Jonathan Simon Speelman (Londra, 2 ottobre 1956) è uno scacchista inglese.
Nel 1980 divenne il quinto giocatore inglese a conquistare il titolo di Grande maestro.
Vinse il campionato britannico nel 1978, 1985 e 1986.
In gennaio del 1989 raggiunse la quarta posizione mondiale (alla pari con Beljavs'kyj) nella classifica Elo, con 2640 punti.
Partecipò con la nazionale inglese a 14 olimpiadi degli scacchi dal 1980 al 2006, vincendo cinque medaglie: quattro d'argento (una individuale alle olimpiadi di Dubai 1986 e tre di squadra nel 1984, 1986 e 1988) e una di bronzo (di squadra alle olimpiadi di Novi Sad 1990).
Tra gli altri principali risultati i seguenti:
- 1983 : =1º con Lars Karlsson al torneo di Hastings 1983/84
- 1984 : =1º con Nigel Short al torneo zonale di Brighton
- 1986 : 1º-4º al torneo di Hastings con Smbat Lpowtyan, Murray Chandler e Bent Larsen
- 1987 : 1º allo zonale di Bath, con 9/10;  3º al torneo interzonale di Subotica
- 1989 : al torneo dei candidati supera Yasser Seirawan 4-1 e Short 3,5-1,5, ma nella semifinale perde 3,5-4,5 contro Jan Timman
- 1993 : 1º al Lloyd's Bank Open di Londra
- 1994 : 1º a Altensteig
- 1998 : 1º a Roskilde
- 2003 : 1º allo Staunton Memorial di Londra

Laureato in matematica all'Università di Oxford (Worcester College), Speelman è noto per essere un giocatore dallo stile eclettico ed originale.
Ha scritto molti libri di scacchi, tra cui i seguenti:
- Analysing the Endgame, Batsford, 1981
- Endgame Preparation, Batsford, 1981
- Batsford Chess Endings, Batsford, 1993 (con Jon Tisdall e Robert Wade)
- Jon Speelman's Best Games, Batsford, 1997
- Best Games 1970-1980, analisi approfondita di circa 50 partite dei più forti giocatori di quel decennio